# ヴィエンチャン南駅
ヴィエンチャン南駅 （ラーオ語: ສະຖານີ ວຽງຈັນໃຕ້）はラオス中部ヴィエンチャン都にある中国ラオス鉄道ヴィエンチャン・ボーテン線の貨物駅である。同線のヴィエンチャン側の終点駅である。
2021年12月4日、一番列車として、昆明からの国際貨物列車が到着した。
また2022年4月25日、タイ・ラヨーン州マープタープット駅から当駅経由でドリアンを中国に輸出しする果物輸送プロジェクトが開始された。

## タナレーン・ドライポート連絡線
中国ラオス鉄道は標準軌であるのに対し、ターナレーン駅からタイ方面に伸びているタイ国有鉄道はメーターゲージであるため、車両をそのまま直通させることはできない。コンテナ車に積載されたコンテナを積み替える施設が必要となる。
当駅から、ターナレーン駅北部にあるタナレーン・ドライポートとの間を結ぶ連絡線(3.6km)が建設された。2022年7月、タナレーン・ドライポートに貨物積み替え設備が完成したことにより、ヴィエンチャン南駅は閉鎖される。
2022年11月末時点では、タナレーン税関職員によると国際貨物駅としての登記に時間がかかっており、積み替え施設は実際には使用されておらず、従来のビエンチャン南駅を使用しているとのこと。